# 1616 az irodalomban
Az 1616. év az irodalomban.

## Publikációk
- Alvinci Péter: Itinerarium Catholicum (Katolikus út) című vitairata (Debrecen).
- Théodore Agrippa d'Aubigné Les Tragiques című elbeszélő költeménye.

## Születések
- október 2. – Andreas Gryphius német szonettköltő és színműíró, a német barokk kiemelkedő alakja († 1664)
- december 25. – Christian Hoffmann von Hoffmannswaldau német barokk költő, író († 1679)

## Halálozások
- március 6. – Francis Beaumont Jakab-kori angol költő és drámaíró (* 1584 körül)
- április 23. – Miguel de Cervantes spanyol író, a Don Quijote szerzője, a spanyol irodalom talán leghíresebb alakja (* 1547)
- április 23.[1] május 3.[2] – William Shakespeare angol költő, drámaíró, a világirodalom óriása (* 1564)